# Westmuurtunnel

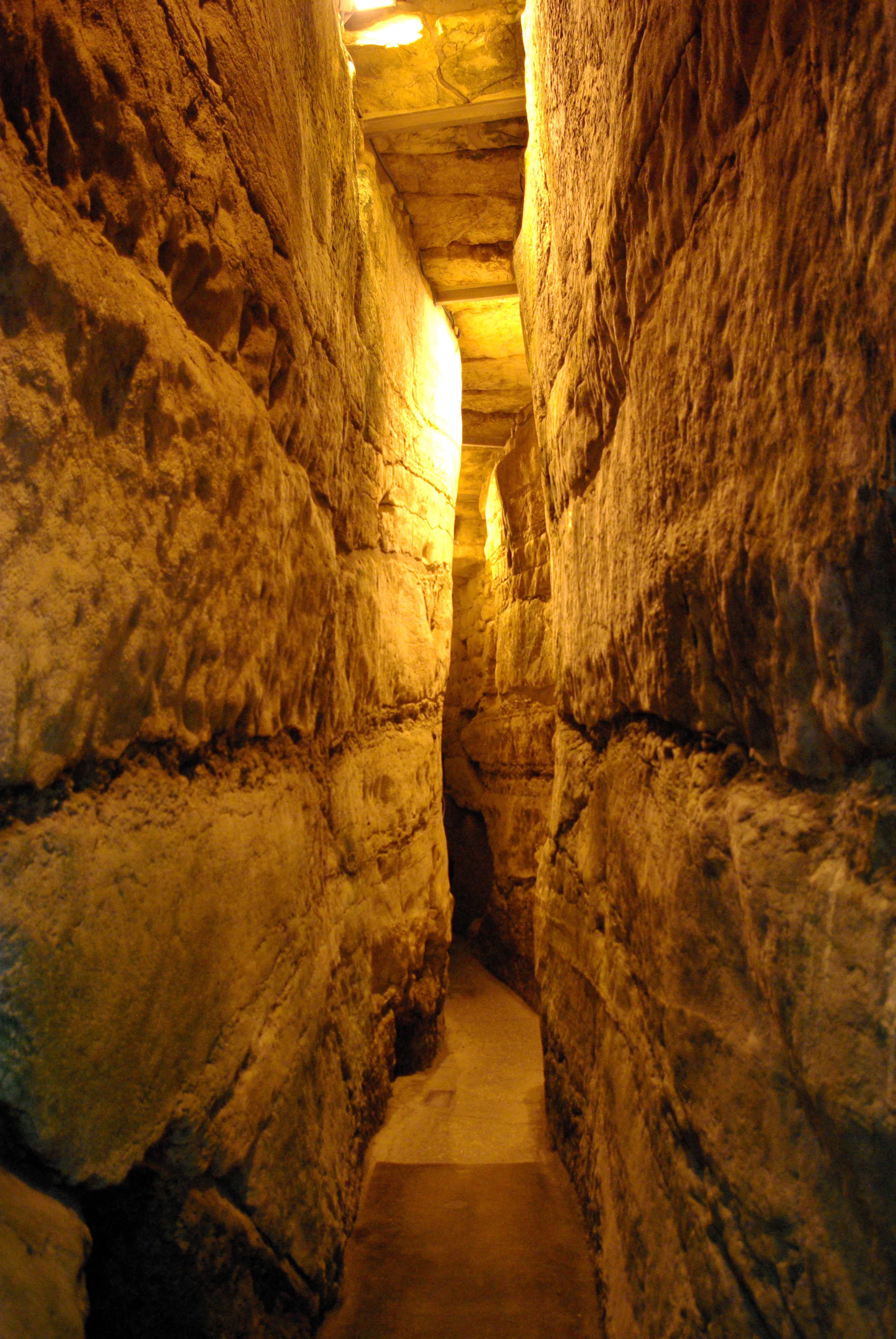
Smalle doorgang in de Westmuurtunnel

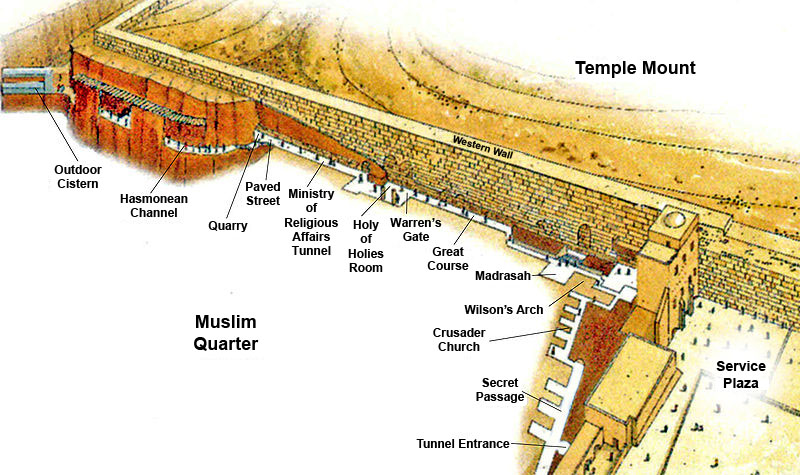
Route van de Westmuurtunnel

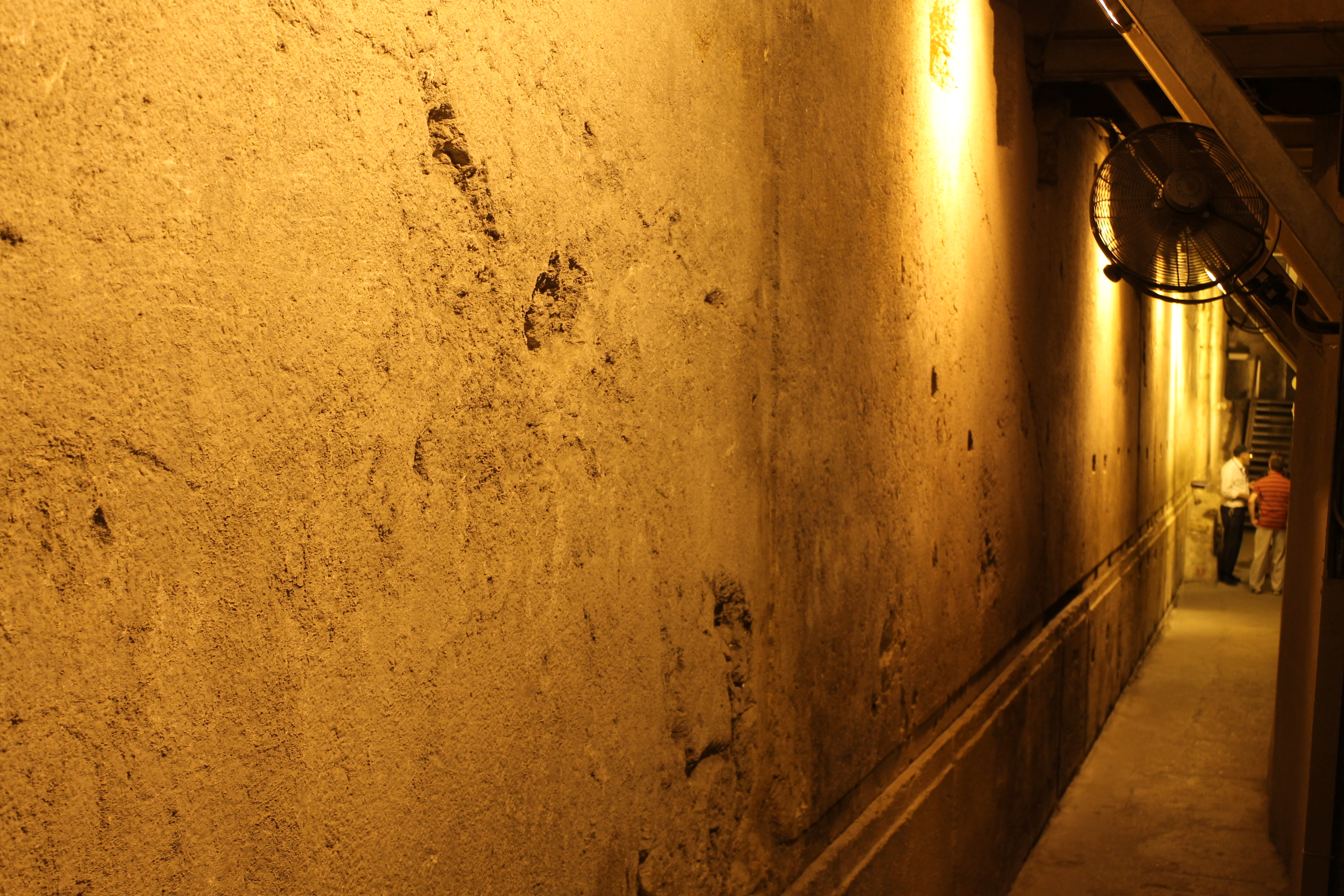
De Westelijke Steen, de grootste steen van de Westmuur

De Westmuurtunnel loopt van de Westmuur, waar de traditionele openlucht gebedsruimte eindigt tot het noordelijke punt van de Westmuur. Het grootste gedeelte van de muur loopt verder van de Westmuur buiten en ligt onder de gebouwen van de moslimwijk van de oude stad van Jeruzalem. Het merendeel van de 488 m lange Westmuur is onder de grond verborgen. Slechts 60 m van de Westmuur ligt op open terrein.

## Geschiedenis
In 19 v. Chr. verdubbelde koning Herodes I het gebied van de Tempelberg door er een deel van de noordwestelijke heuvel bij te betrekken. Hij liet vier muren bouwen om er boven de Tempelberg mee uit te breiden. Toen de Tempel in het jaar 70 door de Romeinen werd verwoest, bleven de vier muren en het platform bewaard. Een deel van de Westmuur bleef toegankelijk en werd voor joden een plaats om te bidden, aangezien het het dichtst bij het Heilige der Heiligen van de oorspronkelijke tempel lag.

## Opgraving
Britse onderzoekers begonnen in het midden van de 19e eeuw de Westmuur verder op te graven. Charles Wilson begon daarmee in 1864 en hij werd gevolgd door Charles Warren van 1867-70. Na de Zesdaagse Oorlog ging het Ministerie van religieuze Zaken van Israël bijna twintig jaar verder met opgraven. In 1988 werd de Western Wall Heritage Foundation opgericht, die de opgravingswerkzaamheden  overnam.

## Westelijke Steen
De grootste steen van de Westmuur in de Westmuur tunnel is 13,6 m lang, 3 m hoog en tussen de 3,5 en 4,5 m breed (verborgen achter de muur) en zou 570 ton wegen.